# Buried (Fear the Walking Dead)
«Enterrado»  —título original en inglés: «Buried»— es el cuarto episodio de la cuarta temporada de la serie de televisión posapocalíptica, horror Fear the Walking Dead. Se estrenó el 6 de mayo de 2018. Estuvo dirigido por Magnus Martens y en el guion estuvo a cargo de Alex Delyle.

## Trama
Alicia, Strand y Luciana le cuentan a Althea sus historias sobre como terminaron en su situación actual, lo que llevó a la muerte de Nick. En los flashbacks, varios grupos realizan carreras de suministro; Strand y Cole buscan plantas en un vivero; Nick y Luciana buscan en una biblioteca; y Alicia y Naomi van a un parque acuático. En la biblioteca no hay comida, pero Nick insiste en encontrar libros porque argumenta que la gente necesita más que comida. En el parque acuático, Alicia y Naomi encuentran varios suministros médicos y una ametralladora. Strand le muestra a Cole un auto secreto que está lleno de suministros solo para él. En el estadio, Madison le dice a Mel que está dispuesta a construir una comunidad juntos, pero Mel se burla de la idea. Nick le sugiere a Madison que deberían aventurarse más al norte para encontrar semillas y fertilizantes para traer de regreso, en lugar de mudarse a una nueva ubicación. En el presente, el grupo le dice a Althea que deberían haber abandonado el estadio. Detienen la camioneta SWAT, donde desenterran un alijo de armas para matar a los Buitres. Luego, el grupo entierra a Nick. John reconoce una mochila, que pertenece a Naomi, revelando que ella es Laura. Alicia le dice a John que Laura murió en el estadio. Todos se van en la camioneta, excepto Morgan y John, que se van solos.

## Recepción
"Buried" recibió críticas muy positivas de la crítica. En Rotten Tomatoes, "Buried" obtuvo una calificación del 88%, con una puntuación promedio de 8.0/10 basada en 8 reseñas.

### Calificaciones
El episodio fue visto por 2,49 millones de espectadores en los Estados Unidos en su fecha de emisión original, por debajo de las calificaciones del episodios anterior de 2,71 millones de espectadores. .